# Rugrats Go Wild
Rugrats Go Wild (Brasil: Os Rugrats e os Thornberrys Vão Aprontar ) é um filme de animação lançado em 13 de junho de 2003 pela Nickelodeon Movies e pela Paramount Pictures. O filme apresenta os desenhos Rugrats e The Wild Thornberrys, ambos desenhos animados e sucessos da Nickelodeon.

## História
Os Rugrats e seus pais (que estavam prestes a ir de férias, mas perderam o barco) partiram em um barco caindo aos pedaços que o pai de Tommy, Stu, alugou no Mar da China Meridional. O barco está capotado por uma onda gigantesca, e eles tiveram que usar um bote salva-vidas, que perde Cynthia, a boneca de Angélica, (que mais tarde ela descobre), isto deixa eles em uma pequena ilha deserta. Na mesma ilha, mas do outro lado, está a famosa globo-trote família, os Thornberrys. Os bebês partem para encontrá-los, porque eles suspeitam que estão em algum lugar na ilha (como acontece, Tommy trata Nigel como um ídolo). Alguns no caminho, Chuckie se perde e corre para a Tarzan Thornberry criança, Donnie. e acabam tendo suas roupas mudadas, Phil e Lil são proibidos de comer insetos. Enquanto isso, Eliza, a Thornberry talentosa, está vagando pela selva e vê Spike, o cão. Como Eliza pode falar com animais, Spike diz a ela que os bebês estão perdidos em algum lugar da ilha. Além disso, seu pai, Nigel, vê eles. Mas depois de uma batida na cabeça com um coco, Nigel começa a ter amnésia. Angélica conhece Debbie, a Thornberry adolescente, e elas passeiam todo lugar da ilha. Enquanto não prestar atenção, o Comvee afunda no mar e geralmente causam estragos.